# Ptyxodesmus spiculatus
Ptyxodesmus spiculatus är en mångfotingart som beskrevs av Loomis 1964. Ptyxodesmus spiculatus ingår i släktet Ptyxodesmus och familjen Chytodesmidae. Inga underarter finns listade i Catalogue of Life.